# Markus Malmgren
Markus Malmgren (till 1991 Turakka), född 24 november 1969 i Kemi landskommun, död 3 mars 2024, var en finländsk organist. 
Malmgren studerade för Olli Porthan vid Sibelius-Akademin (diplom 1994) och bedrev fortsatta studier för professor Jacques van Oortmerssen vid Sweelinck-konservatoriet i Amsterdam, där han avlade solistexamen 1996. Han uppträdde som solist, ackompanjatör och kammarmusiker i de flesta länder i Europa samt i USA och Kanada. Sedan år 2004 var han konsertorganist för Helsingfors Domkyrkas gosskör Cantores Minores. Han tjänstgjorde som kyrkomusiker i Kyrkslätt, Esbo och Helsingfors. Sedan år 2000 var han varit lärare i orgelspel, improvisation och kyrkomusik vid Sibelius-Akademin (numera Konstuniversitetet i Helsingfors). Åren 1997–2007 verkade han som musikkritiker och kolumnist vid Hufvudstadsbladet. År 2015 avlade han musikdoktorsexamen vid Konstuniversitetet.